# Veracruz (Panama)
Veracruz è un comune (corregimiento) della Repubblica di Panama situato nel distretto di Arraiján, provincia di Panama. Si estende su una superficie di 49,7 km² e conta una popolazione di 18.589 abitanti (censimento 2010).